# Garden City (Missouri)
Garden City és una població dels Estats Units a l'estat de Missouri. Segons el cens del 2000 tenia 1.500 habitants.

## Demografia
Segons el cens del 2000, Garden City tenia 1.500 habitants, 595 habitatges, i 399 famílies. La densitat de població era de 334,8 habitants per km².
Dels 595 habitatges en un 35,5% hi vivien nens de menys de 18 anys, en un 53,3% hi vivien parelles casades, en un 10,3% dones solteres, i en un 32,8% no eren unitats familiars. En el 27,7% dels habitatges hi vivien persones soles el 13,4% de les quals corresponia a persones de 65 anys o més que vivien soles. El nombre mitjà de persones vivint en cada habitatge era de 2,52 i el nombre mitjà de persones que vivien en cada família era de 3,11.
Per edats la població es repartia de la següent manera: un 29,1% tenia menys de 18 anys, un 10,1% entre 18 i 24, un 30,3% entre 25 i 44, un 18,5% de 45 a 60 i un 11,9% 65 anys o més.
L'edat mediana era de 32 anys. Per cada 100 dones de 18 o més anys hi havia 86,8 homes.
La renda mediana per habitatge era de 37.461 $ i la renda mediana per família de 43.125 $. Els homes tenien una renda mediana de 31.848 $ mentre que les dones 20.486 $. La renda per capita de la població era de 19.695 $. Entorn del 7,7% de les famílies i el 8% de la població estaven per davall del llindar de pobresa.

## Poblacions més properes
El següent diagrama mostra les poblacions més properes.